# 정재용
정재용(鄭在容,  1973년 7월 17일~)는 대한민국의 래퍼이자 배우이며, 대한민국의 힙합 음악 그룹 《DJ DOC》의 래퍼를 맡고 있다.
1993년부터 언더그라운드 다운타운 클럽의 래퍼이자 클럽 디스크 자키로 활약했던 그는 1995년부터 《DJ DOC》에 합류하였다.

## 학력
- 서울등촌국교(지금의 서울등촌초등학교) (졸업)
- 서울양동중학교 (졸업)
- 남서울상업고등학교(지금의 서울금융고등학교) (중퇴)

## 가수 외 활동

### 영화
- 《달콤한 거짓말》 (2008년) - 양자강 역.
- 《썬데이 서울》 (2006년) - 서당일진회 역.

### 드라마 & 시트콤
- 《호텔킹》 (MBC, 2014년) - 본인 역.
- 《지운수대통》 (TV조선, 2012년) - 골프용품점 사장 역.
- 《그분이 오신다》 (MBC, 2008년) - 이재용 역.

### 예능
- 《정재용의 인생신호등》 (OBS W, 2023년)
- 《너의 목소리가 보여》 (Mnet, 2015년)
- 《댄스 배틀 코리아》 (MBC Music, 2014년)
- 《컬투의 어처구니》 (MBC, 2014년)
- 《SNL 코리아》 (tvN, 2014년)
- 《불후의 명곡 전설을 노래하다》 (KBS2, 2013년)
- 《켠김에 왕까지》 (온게임넷, 2013년)
- 《1 대 100》 (KBS2, 2011년)
- 《DJ DOC의 독한민박 시즌 2》 (E채널, 2011년)
- 《식신원정대 시즌 2》 (MBC every1, 2010년)
- 《DJ DOC의 독한민박 시즌 1》 (E채널, 2010년)
- 《밤샘 버라이어티 야행성》 (KBS2, 2010년)
- 《그는 당신에게 반하지 않았다》 (KBS2, 2010년)
- 《바나나》 (QTV, 2010년)
- 《뜨거운 형제들》 (MBC, 2010년)
- 《유희열의 스케치북》 (KBS2, 2010년)
- 《7일간의 기적》 (MBC, 2010년)
- 《승승장구》 (KBS2, 2010년)
- 《놀러와》 (MBC, 2009년)
- 《절친 노트》 (SBS, 2009년)
- 《퀴즈! 육감대결》 (SBS, 2009년)
- 《음악퀴즈쇼 난 알아Yo》 (Mnet, 2009년)
- 《DOC 가족의 탄생》 (MBC 드라마넷, 2008년)
- 《춤추는 용형동제》 (Mnet, 2008년)
- 《해피투게더 시즌 3》 (KBS2, 2007년)
- 《무릎팍도사》 (MBC, 2007년)
- 《말달리자》 (MBC, 2007년)
- 《실제상황 토요일 - 내사랑 몽키》 (SBS, 2006년)
- 《영화 완전정복》 (KBS2, 2006년)
- 《재용이의 더 순결한 19》 (Mnet, 2006년)
- 《해피투게더 시즌 2》 (KBS2, 2005년)
- 《위기탈출 넘버원》 (KBS2, 2005년)
- 《해피투게더 시즌 1》 (KBS2, 2005년)
- 《비타민》 (KBS2, 2005년)
- 《스타골든벨》 (KBS2, 2005년)
- 《대한민국 1교시》 (KBS2, 2005년)
- 《행복주식회사》 (MBC, 2005년)
- 《현장 토크쇼 택시》 (tvN, 2005년)
- 《윤도현의 러브레터》 (KBS2, 2004년)
- 《강호동의 천생연분》 (MBC, 2002년)